# Willen
特定非営利活動法人Willen（ヴィーレン）は、東京都世田谷区に事務所を置く、NPO法人（特定非営利活動法人）である。

## 概要
情報システムの活用にむけた普及啓発活動に関する事業を行い、社会の発展に寄与することを目的として設立された団体である。

## 沿革[2]
- 2022年1月　設立総会を実施。NPO団体設立を決議。
- 2022年2月　NPO団体設立を申請、縦覧。
- 2022年4月21日　NPO団体設立が承認される。
- 2022年4月25日　特定非営利活動法人WIllenが発足。創設時（第1期）理事会による事業が開始される。
- 2022年8月　第一回臨時総会を決議。第2期理事会による事業がスタートする。
- 2022年9月　東京都世田谷区へ事務所が移転される。

## 構成

### 事業
情報技術の発展における活動領域により編成される構成単位のこと。「開発する」「利用する」「活用する」という領域から構成されており、「開発事業本部」「利用推進事業本部」「活用推進事業本部」より構成される。

### チーム
実際に活動する時の基本的な構成単位のこと。「チーム」ごとに団体へ加盟する扱いとなっている。

## 活動[3]

### 開発事業本部

#### Wunder
「より手軽に、より使いやすく」をポリシーとしてメッセージングシステムを中心としたプロダクトの開発を行う。チーム開発では、積極的に最新の開発手法を導入した活動を展開する。

### 利用推進事業本部

#### TEAM J
映像や音響を中心に活動するクリエーター集団。情報技術を用いて、より多くの人々へ作品を届けられるように、音楽家を中心に制作配信から運用までを一元的に運営支援している。

### 活用推進事業本部

#### Seelen
心理学的側面から、現代において問題とされる社会課題を解決するソーシャルイノベーションチーム。発達障がいをはじめとした児童への心理的支援活動をはじめとして、幅広く情報技術を活用したモデルケースを数多く確立している。